# Landtagswahl in Nordrhein-Westfalen 2010
- Linke: 11
- SPD: 67
- Grüne: 23
- FDP: 13
- CDU: 67

- Regierung: 90
- Opposition: 91

Die Wahl zum Landtag des Landes Nordrhein-Westfalen der 15. Wahlperiode fand am 9. Mai 2010 statt. Sie führte zur Ablösung der nach der Landtagswahl 2005 gebildeten CDU/FDP-Regierung unter Ministerpräsident Jürgen Rüttgers (CDU) durch eine rot-grüne Minderheitsregierung unter Ministerpräsidentin Hannelore Kraft (SPD).
Die CDU verlor 10,3 Prozentpunkte Wählerstimmen; sie wurde mit 34,6 Prozent knapp stärkste Partei vor der SPD, die bei 2,6 Prozentpunkten Verlust (siehe Grafik) auf 34,5 Prozent kam. Für die CDU war es das bis dahin schlechteste Ergebnis bei einer nordrhein-westfälischen Landtagswahl; die SPD schnitt so schlecht ab wie seit 1954 nicht mehr. Die Grünen erzielten mit 12,1 % der Stimmen ihr bis zur Landtagswahl 2022, bestes Ergebnis in Nordrhein-Westfalen, sie verdoppelten ihren Anteil fast. Die FDP verbesserte sich leicht auf 6,7 % der Stimmen. Die Linke zog mit 5,6 % erstmals in den Landtag ein. CDU und SPD errangen je 67 der 181 Landtagsmandate, Bündnis 90/Die Grünen 23, die FDP 13 und Die Linke 11.
Damit gab es im Landtag weder eine rot-grüne noch eine schwarz-gelbe noch eine schwarz-grüne Mehrheit. Nach langwierigen Sondierungsgesprächen zwischen den Parteien schlossen SPD und Grüne am 10. Juli 2010 einen Koalitionsvertrag zur Bildung einer Minderheitsregierung, zu deren Ministerpräsidentin der Landtag Hannelore Kraft am 14. Juli 2010 im zweiten Wahlgang wählte. Als ihr Haushaltsentwurf 2012 am 14. März 2012 keine Mehrheit im Landtag erhielt, beschloss der Landtag seine Auflösung, was zur Neuwahl des Landtags am 13. Mai 2012 führte.

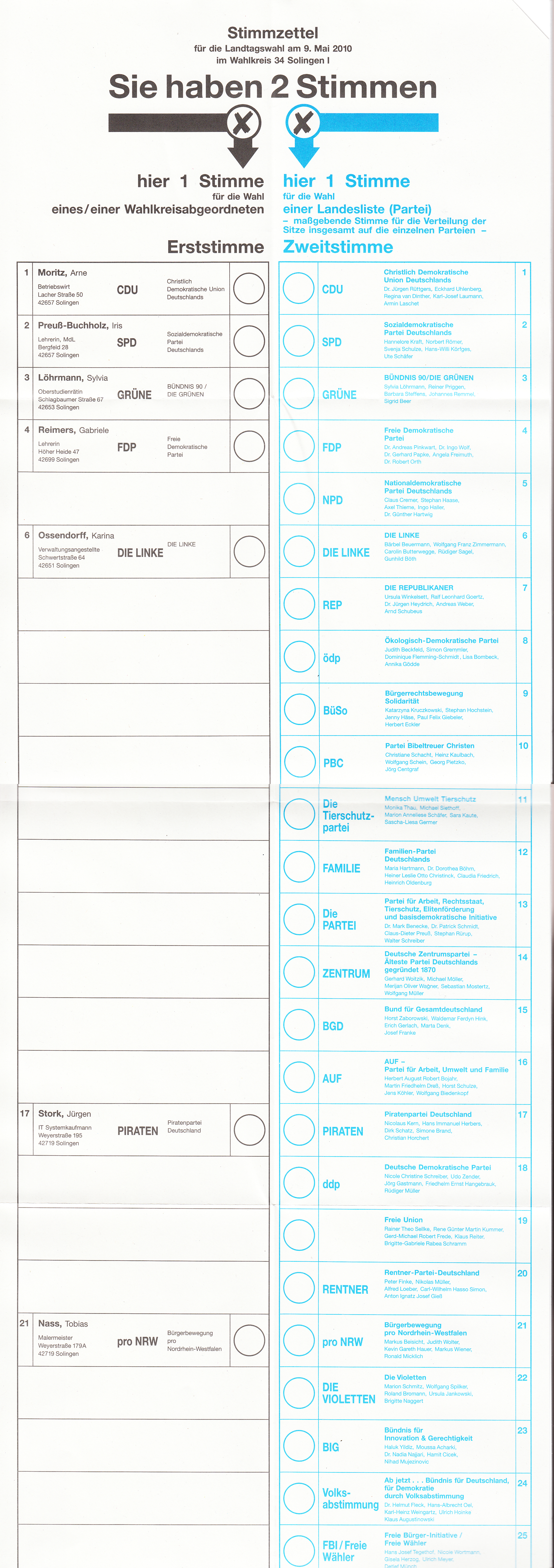
Stimmzettel des Wahlkreises 34, Solingen I

## Ausgangssituation
Bei der Landtagswahl im Jahr 2005 war die CDU auf 44,8 Prozent (89 Sitze) gekommen. Ihrem Spitzenkandidaten Jürgen Rüttgers war es damit möglich, eine Koalition mit der FDP zu bilden und Ministerpräsident zu werden. Damit endete eine 39-jährige Regierungszeit der SPD.
Nach der Bundestagswahl 2009 formierte sich eine Koalition aus CDU/CSU und FDP (Kabinett Merkel II). Auch im Bundesrat hatten Länder mit Regierungen von CDU, CSU oder FDP vor der Landtagswahl in Nordrhein-Westfalen eine Mehrheit. Durch den Wahlausgang in Nordrhein-Westfalen drohte diese Bundesratsmehrheit verloren zu gehen.

## Parteien und Kandidaten

### Parteien mit Landeslisten
Um bei der Landtagswahl antreten zu dürfen, mussten alle Parteien, die nicht bereits im Bundes- oder Landtag vertreten waren, mindestens 1000 Unterschriften sammeln und bis zum 22. März 2010 bei der Landeswahlleiterin einreichen. Insgesamt 25 Parteien haben mit Landeslisten an der Wahl teilgenommen (mit aufgeführt sind die jeweiligen Spitzenkandidaten).
Insgesamt hatten 29 Parteien oder Wählerbündnisse Landeslisten bei der Landeswahlleiterin eingereicht.
Die Partei Die Westfalen verzichtete trotz genügend Unterstützungsunterschriften nach eigenen Angaben auf eine Listenkandidatur und trat nur in ausgewählten Wahlkreisen mit Direktkandidaten an. Sie zog ihre Landesliste vor der Sitzung des Landeswahlausschusses am 30. März 2010 zurück, auf der die Listen folgender Parteien zurückgewiesen wurden:
Die Bürger-Partei für „Alle“ (BPA), Liberale Demokraten – die Sozialliberalen (LD), Soziale Mitte – Partei für Mittelschicht und soziale Gerechtigkeit. Diese drei Gruppierungen konnten dennoch mit Direktkandidaten antreten, wo Kreiswahlausschüsse die von ihnen eingereichten Kreiswahlvorschläge schon zugelassen hatten.
| Liste | Partei (Kurzform)    | Vollständige Bezeichnung                                                                      | Spitzenkandidat/in         | Direkt- kandidaten | Mitglieder                      | Ergebnis 2005              |
| ----- | -------------------- | --------------------------------------------------------------------------------------------- | -------------------------- | ------------------ | ------------------------------- | -------------------------- |
| 1     | CDU                  | Christlich Demokratische Union Deutschlands                                                   | Jürgen Rüttgers            | 127                | 161.284                         | 44,8 %                     |
| 2     | SPD                  | Sozialdemokratische Partei Deutschlands                                                       | Hannelore Kraft            | 128                | 136.840                         | 37,1 %                     |
| 3     | GRÜNE                | Bündnis 90/Die Grünen                                                                         | Sylvia Löhrmann            | 128                | 11.200                          | 6,2 %                      |
| 4     | FDP                  | Freie Demokratische Partei                                                                    | Andreas Pinkwart           | 128                | 17.900                          | 6,2 %                      |
| 5     | NPD                  | Nationaldemokratische Partei Deutschlands                                                     | Claus Cremer               | 27                 | 800                             | 0,9 %                      |
| 6     | DIE LINKE            | Die Linke.                                                                                    | Bärbel Beuermann           | 128                | 8.600                           | 0,9 % (PDS) + 2,2 % (WASG) |
| 7     | REP                  | Die Republikaner                                                                              | Ursula Winkelsett          | 8                  | 1.039                           | 0,8 %                      |
| 8     | ödp                  | Ökologisch-Demokratische Partei                                                               | Judith Beckfeld            | 3                  | 495                             | 0,2 %                      |
| 9     | BüSo                 | Bürgerrechtsbewegung Solidarität                                                              | Katarzyna Kruczkowski      | 34                 | 350                             | 0,1 %                      |
| 10    | PBC                  | Partei Bibeltreuer Christen                                                                   | Christiane Schacht         | 1                  | 477                             | 0,1 %                      |
| 11    | Die Tierschutzpartei | Mensch Umwelt Tierschutz                                                                      | Monika Thau                | 7                  | 150                             | 0,1 %                      |
| 12    | FAMILIE              | Familien-Partei Deutschlands                                                                  | Maria Hartmann             | 10                 | 114                             | 0,1 %                      |
| 13    | Die PARTEI           | Partei für Arbeit, Rechtsstaat, Tierschutz, Elitenförderung und basisdemokratische Initiative | Mark Benecke               | 2                  | 1.150                           | 0,0 %                      |
| 14    | ZENTRUM              | Deutsche Zentrumspartei Älteste Partei Deutschlands – gegründet 1870                          | Gerhard Woitzik            | 6                  | 650                             | 0,0 %                      |
| 15    | BGD                  | Bund für Gesamtdeutschland                                                                    | Horst Zaborowski           | 1                  | 25                              | 0,0 %                      |
| 16    | AUF                  | AUF – Partei für Arbeit, Umwelt und Familie                                                   | Herbert Bojahr             | 4                  |                                 | 0,1 %                      |
| 17    | PIRATEN              | Piratenpartei Deutschland                                                                     | Nicolaus Kern              | 66                 | 2.348                           | nicht angetreten           |
| 18    | ddp                  | Deutsche Demokratische Partei                                                                 | Nicole Christine Schreiber | –                  | 95                              | nicht angetreten           |
| 19    | Freie Union          | Freie Union                                                                                   | Rainer Theo Sellke         | 5                  | 105                             | nicht angetreten           |
| 20    | RENTNER              | Rentner-Partei Deutschland                                                                    | Peter Finke                | 10                 | 100                             | nicht angetreten           |
| 21    | pro NRW              | Bürgerbewegung pro Nordrhein-Westfalen                                                        | Markus Beisicht            | 53                 | 80                              | nicht angetreten           |
| 22    | DIE VIOLETTEN        | Die Violetten                                                                                 | Marion Schmitz             | 1                  | 168                             | nicht angetreten           |
| 23    | BIG                  | Bündnis für Innovation und Gerechtigkeit                                                      | Haluk Yildiz               | 10                 | Rund 400 (nach eigenen Angaben) | nicht angetreten           |
| 24    | Volksabstimmung      | Ab jetzt… Bündnis für Deutschland, für Demokratie und Volksabstimmung                         | Helmut Fleck               | 4                  | 300                             | nicht angetreten           |
| 25    | FBI/Freie Wähler     | Freie-Bürger-Initiative/Freie Wähler                                                          | Hans Josef Tegethof        | 1                  | 350                             | nicht angetreten           |

### Parteien ohne Landeslisten / Wählergruppen
| Kurzform      | Wählergruppe                                                       | Direkt- kandidaten |
| ------------- | ------------------------------------------------------------------ | ------------------ |
| UAP           | UNABHÄNGIGE ARBEITER-PARTEI (Deutsche Sozialisten)                 | 1                  |
| ÖkoLinX       | Ökologische Linke                                                  | 1                  |
| LD            | Liberale Demokraten – die Sozialliberalen –                        | 1                  |
| DKP           | Deutsche Kommunistische Partei                                     | 2                  |
| DP            | DEUTSCHE PARTEI                                                    | 1                  |
| Westfalen     | Die Westfalen – Regionalpartei                                     | 2                  |
| SG – NRW      | Soziale Gerechtigkeit – Nordrhein-Westfalen                        | 2                  |
| Soziale Mitte | Soziale Mitte – Partei für Mittelschicht und soziale Gerechtigkeit | 4                  |
| –             | Einzelbewerber                                                     | 8                  |

Die Deutsche Partei und die Partei für Soziale Gleichheit konnten keine 1000 Unterschriften sammeln, hatten ihre Listenkandidatur vor Ablauf der Zulassungsfrist aufgegeben und traten ebenfalls nur mit einigen Direktkandidaten an.

## Wahlkampf

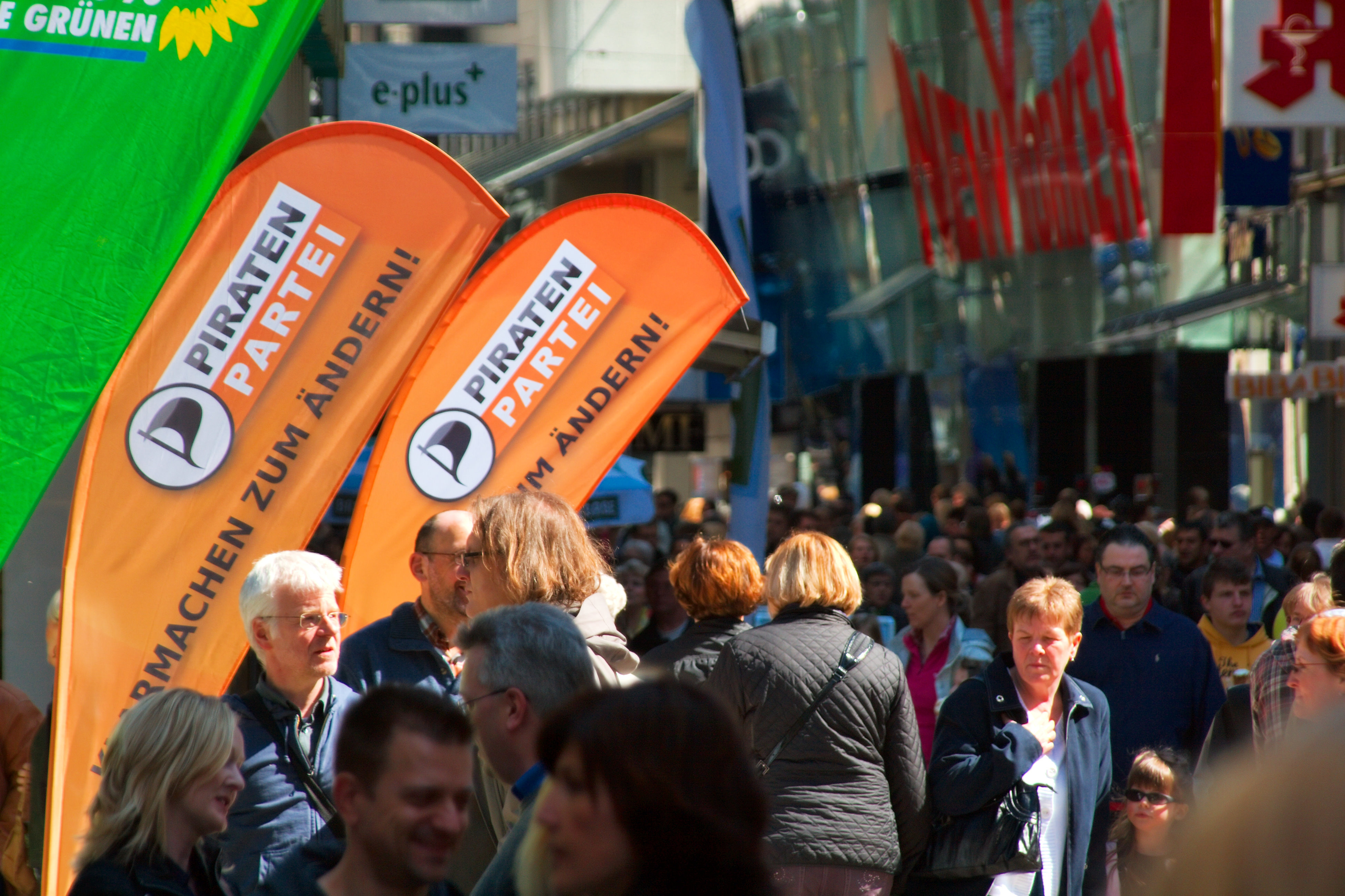
Wahlkampfstände der Grünen und der Piratenpartei in Dortmund

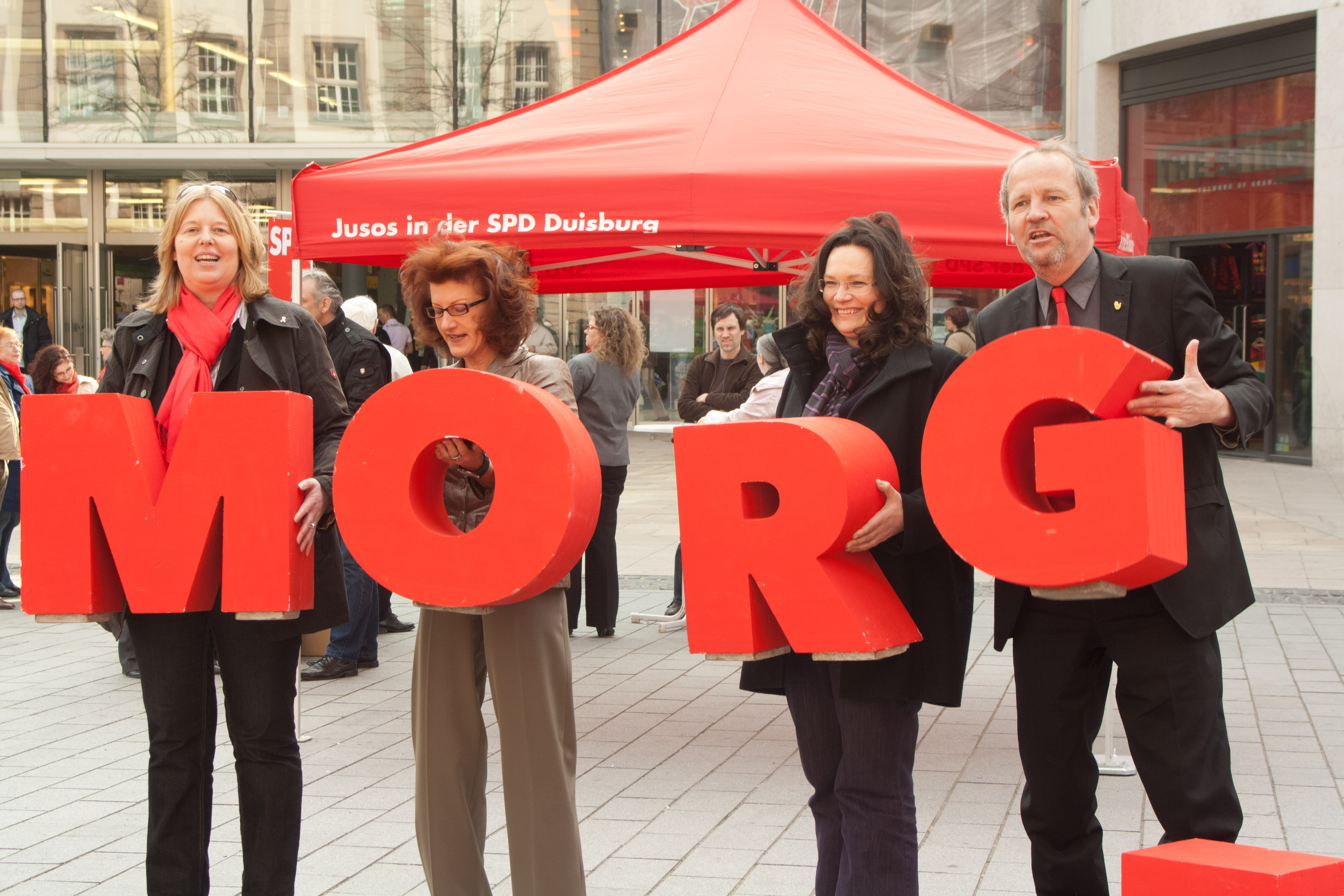
Wahlkampf mit der SPD-Bundespolitikerin Andrea Nahles (zweite von rechts) und Bärbel Bas (erste von links) in Duisburg

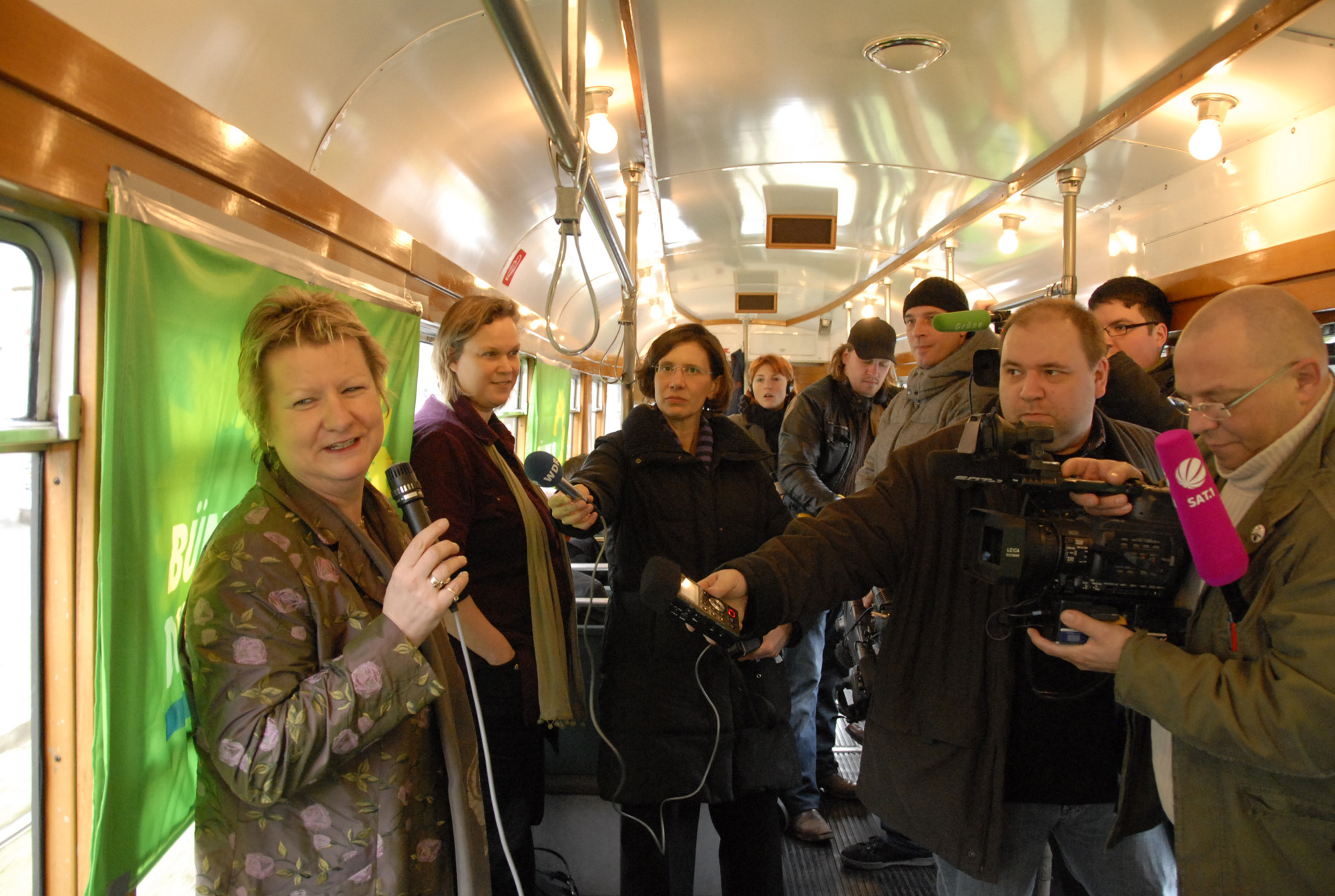
Sylvia Löhrmann (GRÜNE) stellte sich in einer Straßenbahn der Presse

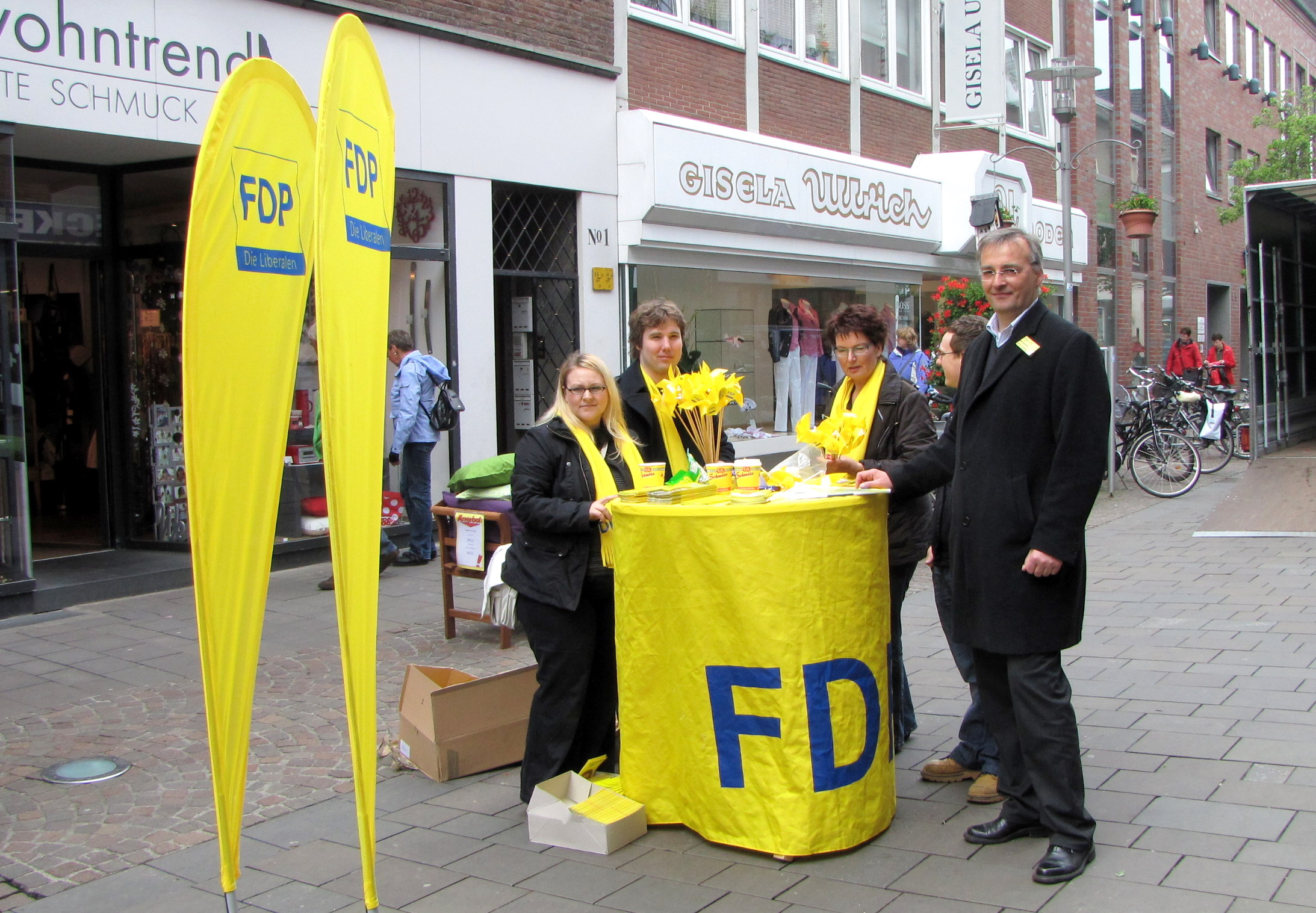
Stand der FDP in Bocholt am Tag vor der Wahl

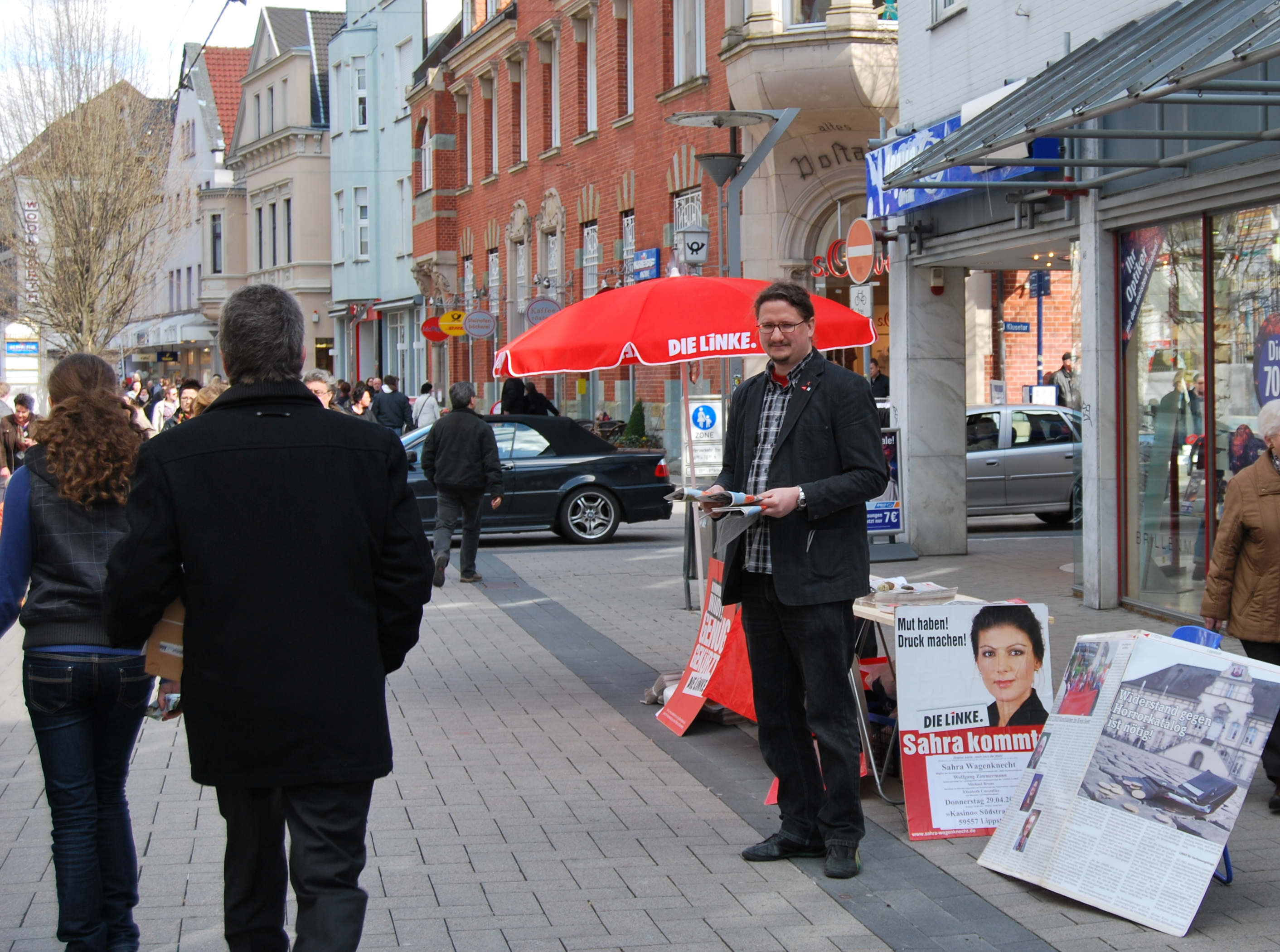
Wahlkampfstand der Linken in Lippstadt

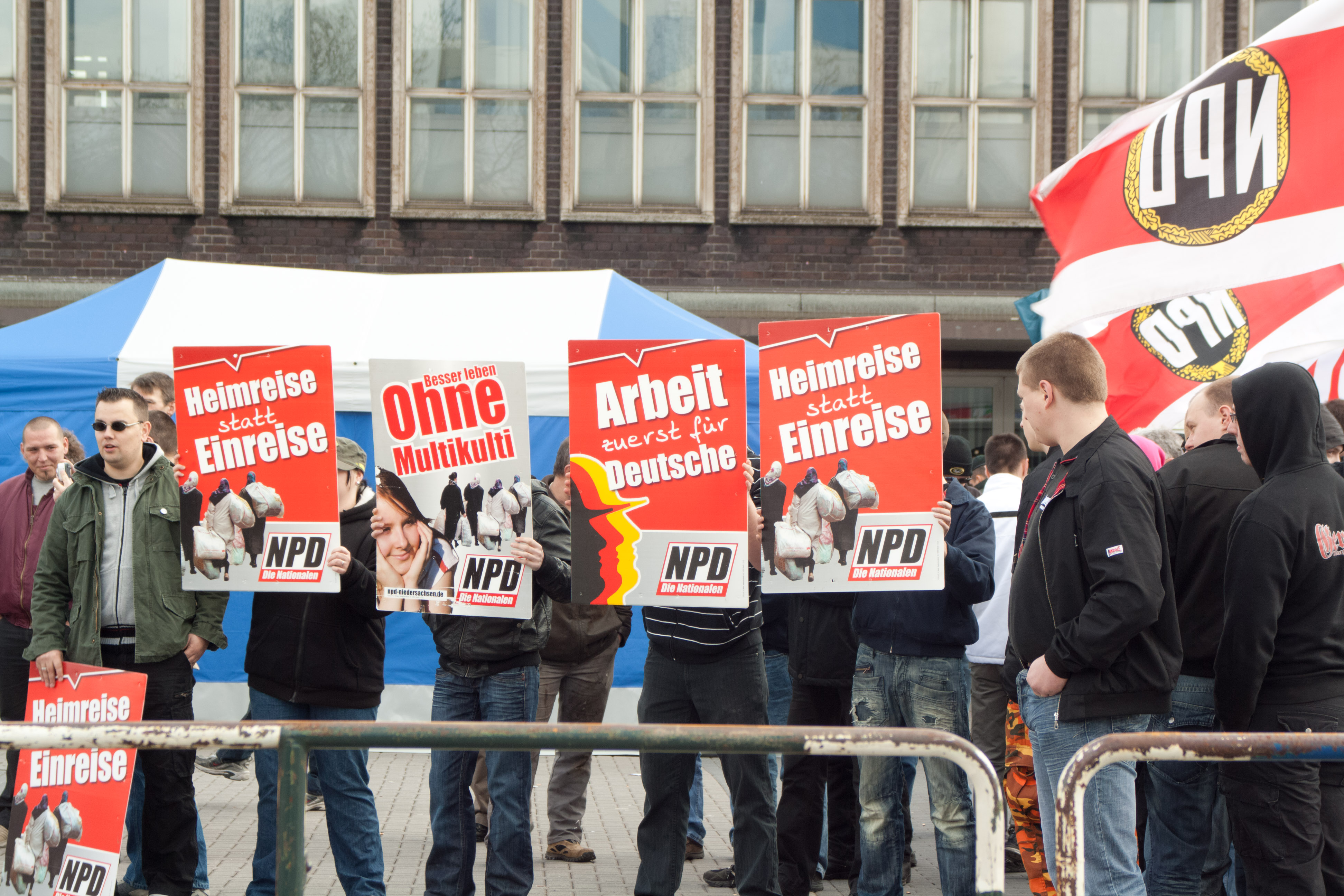
Wahlkampfveranstaltung der NPD in Duisburg

### Landespolitische Themen
Wichtiges Thema im Wahlkampf war die Schul- und Bildungspolitik. In Bildungssystemtests wie PISA wurde dem Bildungssystem Nordrhein-Westfalens keine besondere Leistungsfähigkeit attestiert. Die CDU wollte am bisherigen dreigliedrigen Schulsystem festhalten. Die FDP strebte die Zusammenlegung der Haupt-, Real- und Gesamtschulen zu einer Mittelschule an, wo Kinder bis zur siebten Klasse gemeinsam unterrichtet werden sollten. CDU und FDP verwiesen darauf, dass es in ihrer Regierungszeit gelungen sei, Fehlstunden zu reduzieren und die Lehrerstellen deutlich zu erhöhen. Die größten Oppositionsparteien SPD, Linke und Grüne strebten in unterschiedlichen Ausprägungen Gemeinschaftsschulen an. CDU und FDP wollten grundsätzlich an den Studiengebühren festhalten und gleichzeitig die Stipendienprogramme im Land stärken. Grüne, SPD und Linke plädierten für die Abschaffung der Studiengebühren.
Die CDU wurde im Wahlkampf mehrfach mit Vorwürfen zu ihrer Parteienfinanzierung konfrontiert. Die „Sponsoring-Affäre“ wurde durch den Verdacht ausgelöst, Unternehmen hätten Gesprächstermine mit dem Ministerpräsidenten Rüttgers kaufen können. Die Bundestagsverwaltung stellte nach Prüfung der Vorwürfe keinen Verstoß gegen das Parteiengesetz fest. Kurz vor der Wahl wurde der CDU vorgeworfen, im Landtagswahlkampf eine nach außen hin überparteilich auftretende Kommunikationsagentur verdeckt finanziert zu haben. Die Agentur initiierte eine Wählerinitiative mit dem Namen „Wähler für den Wechsel“, die wiederum Geld einwarb, um damit angeblich parteiunabhängige Zeitungsanzeigen zu finanzieren, in denen sich Wähler für die Wahl Rüttgers' aussprachen. Diese und weitere für die CDU negative Schlagzeilen wurden vom Blog „wir-in-nrw“ publiziert. Der Blog wurde dabei augenscheinlich mit Informationen aus dem Führungskreis der NRW-CDU versorgt. Die Autoren der Blogbeiträge blieben meist anonym. Die CDU mutmaßte daher, sie sei einer gezielten Diffamierungskampagne ausgesetzt.

### Bundespolitische Themen
Neben den landespolitischen Themen spielten im Wahlkampf auch bundespolitische Themen und Trends eine große Rolle. Es war möglich, dass die Wahl in Nordrhein-Westfalen zu einem Verlust der Stimmenmehrheit der CDU/FDP-Koalitionen im Bundesrat führen würde, so dass die Bundesregierung einige geplante Vorhaben nicht wie geplant würde umsetzen können. Durch die Größe Nordrhein-Westfalens hat das Land aber auch einen großen informellen Einfluss auf die Bundespolitik. Häufig wurde die Wahl wegen ihrer Bedeutung auch als „kleine Bundestagswahl“ bezeichnet. Politische Kommentatoren hatten darauf hingewiesen, dass die Wähler die Landtagswahl nutzen könnten, um ihre Unzufriedenheit mit der seit rund einem halben Jahr amtierenden Bundesregierung auszudrücken. Die durch die Demoskopie ermittelte Zufriedenheit mit der Bundesregierung erreichte vor der Wahl in Nordrhein-Westfalen neue Tiefstände. In der Sonntagsfrage wurden besonders für die FDP gemessen am letzten Bundestagswahlergebnis sehr niedrige Werte ermittelt. Folgende Bundesthemen wurden im nordrhein-westfälischen Wahlkampf besonders thematisiert oder hatten besondere Bedeutung:
- Besonders Grüne und SPD wiesen darauf hin, dass durch eine Änderung der Mehrheitsverhältnisse im Bundesrat die umstrittene von CDU und FDP geprüfte Verlängerung der AKW-Laufzeiten effektiv blockiert werden könnte.[31] Die Aktions- und Menschenkette von Krümmel nach Brunsbüttel zeigte unmittelbar vor der Landtagswahl, dass das Thema Atomkraft weiterhin geeignet war, große Menschenmassen zu mobilisieren.[32][33]
- Unmittelbar vor der Wahl spitzte sich die griechische Finanzkrise zu. Die geplante Hilfe in Milliardenhöhe für Griechenland und der Umgang der Bundesregierung mit der Krise war in Teilen der deutschen Bevölkerung sehr unpopulär.[34]
- Die Steuer- und Haushaltspläne der Bundesregierung sollten erst nach der Landtagswahl konkretisiert werden. Die Bundesregierung begründete dies damit, zunächst die Steuerschätzung abwarten zu wollen, die erst drei Tage vor der Wahl vorlag. Zahlreiche Journalisten und Oppositionsparteien mutmaßten aber, dass diese Pläne gezielt erst nach der Landtagswahl verkündet werden sollten, um keine Wähler zu verlieren. Viele politische Beobachter gingen davon aus, dass aufgrund der schwierigen Haushaltslage infolge der Finanzkrise eine tiefgreifende Steuerreform wie von der FDP favorisiert nicht möglich sein würde, sondern es im Gegenteil im Hinblick auf die kommende Schuldenbremse zu großen Ausgabenkürzungen kommen könnte. Die Glaubwürdigkeit der Bundesregierung habe aufgrund dieser Informationspolitik leiden können.[35][36][37]
- Besonders Die Linke warb mit mehreren explizit bundespolitischen Themen um Stimmen. Ihre Kritik an der Sozialgesetzgebung der Bundesregierung, die kritische Haltung zum Oligopol der großen Energieversorgungsunternehmen, die Konsequenzen aus der Finanzkrise und die Kritik am Afghanistan-Einsatz der Bundeswehr wurden von der Partei stark thematisiert.[38] Auch die Spitzenkandidaten der großen Parteien Rüttgers und Kraft mahnten im Wahlkampf Änderungen an der Sozialgesetzgebung an und distanzierten sich in Teilen von der umstrittenen Hartz-IV-Gesetzgebung.[16] Das Thema „Arbeitsplätze“ wurde neben der Schul- und Bildungspolitik als eines der wichtigsten Themen im Wahlkampf angesehen,[15] obwohl die Arbeitsmarktpolitik meistens in den Kompetenzbereich der Bundespolitik fällt. SPD, Grüne und Linke wollten auf eine Einführung eines Mindestlohnes hinwirken, den CDU und FDP ablehnten.[39]

### Koalitionsaussagen
Mit der zunehmenden Etablierung der Partei Die Linke auch in den alten Bundesländern zeigte sich, dass Fünf-Parteien-Parlamente künftig vermehrt zum Regelfall werden und die in ihrer Fraktionsstärke geschrumpften beiden Volksparteien öfter auf Koalitionen mit einer oder mehreren Parteien angewiesen sein könnten. Koalitionsaussagen und -festlegungen wurde vor der Wahl Bedeutung zugemessen.
Die CDU wollte eine Fortsetzung der Koalition mit der FDP. Spitzenkandidat Rüttgers betonte, kein Bündnis mit den Grünen zu wollen; er schloss aber keine Koalitionsmöglichkeit ausdrücklich aus.
Die FDP wollte eine Fortsetzung der Koalition mit der CDU. Laut Landesparteitagsbeschluss stehe die Partei für Koalitionen mit SPD oder Grünen nicht zur Verfügung wegen deren grundsätzlicher Bereitschaft zu Gesprächen mit der Linken.
Die SPD verzichtete auf eine auf einem Parteitag oder in einem anderen Parteigremium gefasste Koalitionsaussage. Erklärtes Ziel der Spitzenkandidatin Hannelore Kraft war die Bildung einer rot-grünen Koalition. Die Bildung einer Koalition mit der Linken schloss die SPD nicht endgültig aus. Hannelore Kraft betonte aber, dass die Linken weder „regierungs- noch koalitionsfähig“ seien und sie nicht mit der Linken koalieren wolle. Das Modell der Tolerierung einer SPD/Grüne-Koalition durch die Linke schloss Kraft aus.
Der Landesparteirat der Grünen sprach sich gegen eine „Jamaika“-Koalition mit CDU und FDP und gegen die Tolerierung eines rot-grünen Bündnisses durch die Linkspartei aus. Erklärter Wunsch war eine rot-grüne Koalition mit der SPD, eine schwarz-grüne Koalition mit der CDU wurde zumindest nicht ausgeschlossen.
Der Landessprecher der Linken, Wolfgang Zimmermann, kündigte die Bereitschaft der Linken an, sich an einer Koalition mit SPD und Grünen zu beteiligen. Eine Wahl Hannelore Krafts zur Ministerpräsidentin wurde auch ohne Vorbedingungen als vorstellbar erklärt.
Aufgrund der Umfrageergebnisse und der Koalitionsaussagen vor der Wahl erschienen vor der Wahl daher folgende Koalitionen einigermaßen realistisch:
- eine Fortsetzung der CDU/FDP-Koalition
- ein Regierungswechsel durch eine SPD/Grünen-Koalition; eine Tolerierung dieser Koalition durch die Linke war jedoch ausgeschlossen.
- eine Große Koalition aus CDU und SPD, welche Partei dann den Ministerpräsidenten stellen würde, war offen
- eine Koalition aus CDU und Grünen, obgleich es die erste schwarz-grüne Koalition in einem Flächenland geworden wäre

## Umfragen

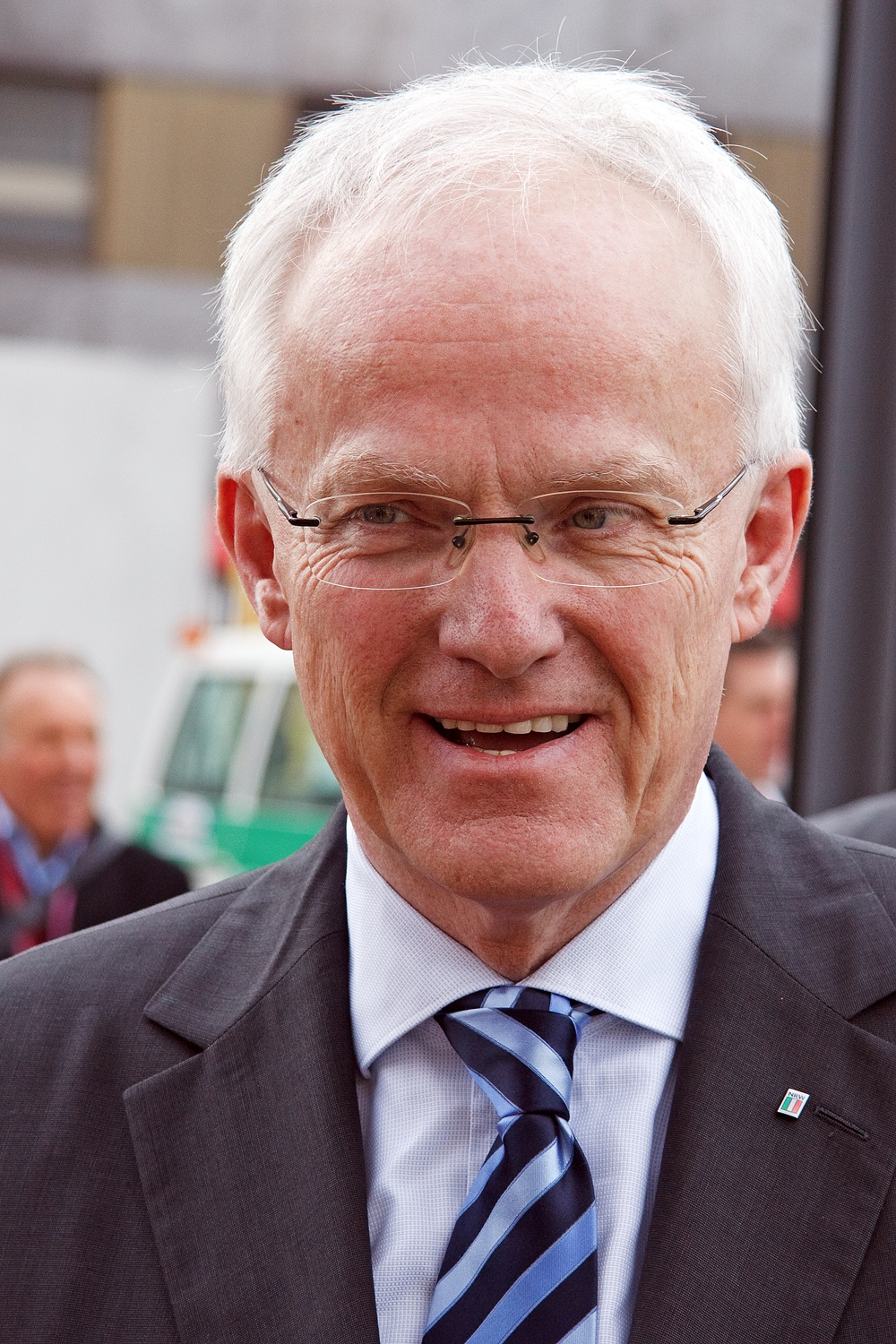
Jürgen Rüttgers

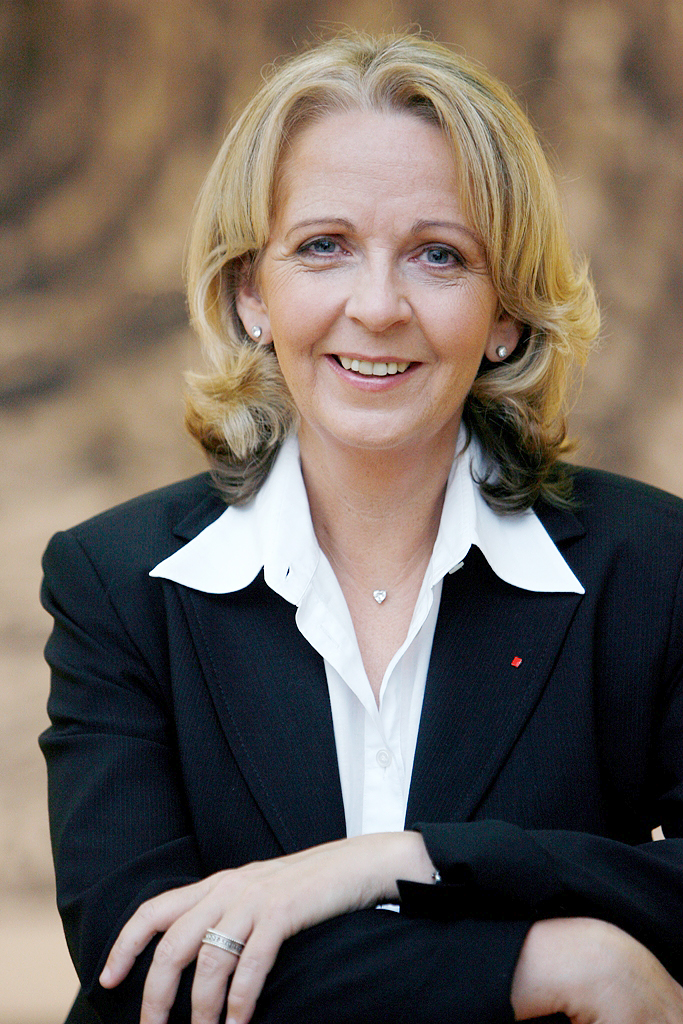
Hannelore Kraft

Die Meinungsumfragen sagten kurz vor der Wahl ein Kopf-an-Kopf-Rennen der beiden politischen Lager Rot-Grün und Schwarz-Gelb voraus. Bei CDU, SPD und FDP gab es im mehrjährigen Vergleich keinen einheitlichen Trend. Bis wenige Monate vor der Wahl lagen CDU und FDP vor der Opposition, die SPD dagegen bei teilweise unter 30 %. Der Partei Die Linke, deren Vorgängerparteien WASG und PDS bei der letzten Wahl getrennt angetreten und jeweils an der Fünf-Prozent-Hürde gescheitert waren, wurden Stimmengewinne und der knappe Einzug in den Landtag prognostiziert. Auch die Stimmengewinne der Grünen zeichneten sich bereits vorher ab. Von den weiteren Parteien lag die Piratenpartei nach einer am 30. April 2010 veröffentlichten Umfrage der Forschungsgruppe Wahlen bei drei Prozent. Für die rechten Parteien NPD, Pro NRW oder die Republikaner wurden keine Werte ausgewiesen.
Die Internetseite election.de machte mehrere Wahlkreisprognosen. Nach der letzten Wahlkreisprognose vom 8. Mai 2010 würden die CDU 59 und die SPD 69 Wahlkreise für sich entscheiden. 2005 hatte die CDU noch in 89 Wahlkreisen gewonnen. Die SPD würde demnach 30 Direktmandate hinzugewinnen. Die anderen Parteien hätten nach dieser Prognose keine Direktmandate erhalten.
Die Beliebtheit des Amtsinhabers Rüttgers als Spitzenkandidat sank in den Umfragen im Vorfeld der Wahlen, er lag jedoch bis zum Schluss bei den meisten Umfragen im direkten Vergleich gleichauf mit der SPD-Konkurrentin Kraft oder sogar vor ihr.
Siehe auch: Landtagswahl in Nordrhein-Westfalen 2010/Umfragen und Prognosen

## Wahlergebnis
Das endgültige amtliche Ergebnis der Landtagswahl 2010 wurde am 21. Mai 2010 vom Landeswahlausschuss festgestellt.
| Listen                         | Listen               | Erststimmen | Erststimmen | Erststimmen | Zweitstimmen | Zweitstimmen | Zweitstimmen | Mandate | Mandate |
| Listen                         | Listen               | Stimmen     | %           | Mandate     | Stimmen      | %            | Mandate      | Anzahl  | +/-     |
| ------------------------------ | -------------------- | ----------- | ----------- | ----------- | ------------ | ------------ | ------------ | ------- | ------- |
|                                | CDU                  | 2.983.788   | 38,5        | 67          | 2.681.700    | 34,6         | –            | 67      | –22     |
|                                | SPD                  | 2.980.311   | 38,5        | 61          | 2.675.818    | 34,5         | 6            | 67      | –7      |
|                                | GRÜNE                | 784.826     | 10,1        | –           | 941.162      | 12,1         | 23           | 23      | +11     |
|                                | FDP                  | 363.895     | 4,7         | –           | 522.229      | 6,7          | 13           | 13      | +1      |
|                                | DIE LINKE            | 415.241     | 5,4         | –           | 435.627      | 5,6          | 11           | 11      | +11     |
|                                | PIRATEN              | 70.610      | 0,9         | –           | 121.046      | 1,6          | –            | –       | –       |
|                                | pro NRW              | 67.310      | 0,9         | –           | 107.476      | 1,4          | –            | –       | –       |
|                                | NPD                  | 24.685      | 0,3         | –           | 55.400       | 0,7          | –            | –       | –       |
|                                | Die Tierschutzpartei | 5.093       | 0,1         | –           | 48.099       | 0,6          | –            | –       | –       |
|                                | RENTNER              | 7.098       | 0,1         | –           | 38.423       | 0,5          | –            | –       | –       |
|                                | FAMILIE              | 8.168       | 0,1         | –           | 31.758       | 0,4          | –            | –       | –       |
|                                | REP                  | 4.876       | 0,1         | –           | 23.330       | 0,3          | –            | –       | –       |
|                                | BIG                  | 2.832       | 0,0         | –           | 13.863       | 0,2          | –            | –       | –       |
|                                | PBC                  | 232         | 0,0         | –           | 9.416        | 0,1          | –            | –       | –       |
|                                | Die PARTEI           | 473         | 0,0         | –           | 9.247        | 0,1          | –            | –       | –       |
|                                | Volksabstimmung      | 1.487       | 0,0         | –           | 7.787        | 0,1          | –            | –       | –       |
|                                | ödp                  | 2.770       | 0,0         | –           | 7.505        | 0,1          | –            | –       | –       |
|                                | FBI/Freie Wähler     | 512         | 0,0         | –           | 6.636        | 0,1          | –            | –       | –       |
|                                | ZENTRUM              | 2.987       | 0,0         | –           | 5.976        | 0,1          | –            | –       | –       |
|                                | DIE VIOLETTEN        | 196         | 0,0         | –           | 5.968        | 0,1          | –            | –       | –       |
|                                | AUF                  | 2.402       | 0,0         | –           | 5.173        | 0,1          | –            | –       | –       |
|                                | BüSo                 | 7.164       | 0,1         | –           | 3.370        | 0,0          | –            | –       | –       |
|                                | Freie Union          | 576         | 0,0         | –           | 1.443        | 0,0          | –            | –       | –       |
|                                | ddp                  | –           | –           | –           | 1.422        | 0,0          | –            | –       | –       |
|                                | BGD                  | 15          | 0,0         | –           | 672          | 0,0          | –            | –       | –       |
|                                | Soziale Mitte        | 754         | 0,0         | –           | –            | –            | –            | –       | –       |
|                                | Die Westfalen        | 473         | 0,0         | –           | –            | –            | –            | –       | –       |
|                                | SG – NRW             | 347         | 0,0         | –           | –            | –            | –            | –       | –       |
|                                | DKP                  | 197         | 0,0         | –           | –            | –            | –            | –       | –       |
|                                | UAP                  | 108         | 0,0         | –           | –            | –            | –            | –       | –       |
|                                | ÖkoLinX              | 100         | 0,0         | –           | –            | –            | –            | –       | –       |
|                                | LD                   | 95          | 0,0         | –           | –            | –            | –            | –       | –       |
|                                | DP                   | 67          | 0,0         | –           | –            | –            | –            | –       | –       |
|                                | Einzelbewerber       | 2.267       | 0,0         | –           | –            | –            | –            | –       | –       |
| Gesamt                         | Gesamt               | 7.741.955   | 100         | 128         | 7.760.546    | 100          | 53           | 181     | –6      |
|                                |                      |             |             |             |              |              |              |         |         |
| Ungültige Stimmen              | Ungültige Stimmen    | 128.457     | 1,6         |             | 109.866      | 1,4          |              |         |         |
| Wähler                         | Wähler               | 7.870.412   | 59,3        |             | 7.870.412    | 59,3         |              |         |         |
| Wahlberechtigte                | Wahlberechtigte      | 13.267.052  |             |             | 13.267.052   |              |              |         |         |
|                                |                      |             |             |             |              |              |              |         |         |
| Quelle: Die Landeswahlleiterin |                      |             |             |             |              |              |              |         |         |

Parteizugehörigkeit des gewählten Wahlkreisvertreters (Erststimme)

Die Wahlbeteiligung betrug 59,3 Prozent und war damit die nach der Landtagswahl 2000 zweitniedrigste bei einer Landtagswahl in Nordrhein-Westfalen. Der gewählte Landtag hatte insgesamt 181 Mitglieder. Die Direktmandate in den 128 Wahlkreisen wurden ausschließlich von Kandidaten der SPD (61 Direktmandate) und CDU (67 Direktmandate) errungen. Es ergaben sich keine Überhangmandate, Ausgleichsmandate waren daher nicht nötig. Der Landtag hatte damit die nach dem Wahlgesetz kleinstmögliche Anzahl von Mitgliedern. Einen kleineren Landtag hat es in Nordrhein-Westfalen bisher nie gegeben. Die CDU erreichte in Prozent der gültigen Stimmen gerechnet ihr bisher schlechtestes Wahlergebnis aller Landtagswahlen in Nordrhein-Westfalen. Die SPD erreichte nur 1947 und 1950 einen geringeren Stimmenanteil. Erstmals seit der Landtagswahl 1950 zog mit der Linken eine Partei in den Landtag ein, deren Profil links der SPD angesiedelt ist. Durch den Einzug der Linken waren auch erstmals seit der Wahl 1950 wieder fünf Fraktionen im Landtag vertreten. Die CDU erreichte mit 67 Direktmandaten exakt die ihr nach den Zweitstimmen zustehende Mandatszahl. Die Landesliste der CDU war damit für die Mandatsverteilung ohne Bedeutung. Prominente CDU-Landespolitiker, die in ihren Wahlkreisen kein Direktmandat errangen, wie Landtagspräsidentin Regina van Dinther, der Ex-Landesminister Oliver Wittke sowie die Landesministerinnen Roswitha Müller-Piepenkötter und Barbara Sommer, waren daher im 15. Landtag nicht mehr vertreten. Für die SPD zogen sechs Abgeordnete über die Landesliste in den Landtag. Für alle übrigen in den Landtag gewählten Parteien waren die Erststimmen bedeutungslos. Ihre Mandatsträger zogen alle über die Landeslisten der Parteien ins Parlament.
Da die Fortsetzung der schwarz-gelben Regierung nicht möglich war, verloren die CDU/FDP-Regierungen nach Bildung der neuen Landesregierung die Mehrheit im Bundesrat.

## Koalitionsverhandlungen
| Koalitionsoption                 | Sitze |
| -------------------------------- | ----- |
| Sitze gesamt                     | 181   |
| Absolute Mehrheit (ab 91 Sitzen) |       |
| CDU, SPD                         | 134   |
| CDU, Grüne, FDP                  | 103   |
| SPD, Grüne, FDP                  | 103   |
| SPD, Grüne, Linke                | 101   |

Weder eine Neuauflage der schwarz-gelben Koalition (80 Sitze) noch eine rot-grüne Konstellation (90 Sitze) erreichte die erforderliche Mehrheit von 91 Sitzen im Landtag. Nur eine Große Koalition (134 Sitze), eine Ampel- bzw. Jamaika-Koalition (je 103 Sitze) sowie eine rot-grün-rote Koalition (101 Sitze) hätten eine regierungsfähige Mehrheit im Landtag gehabt. Weitere rechnerisch mögliche Koalitionen waren nicht in der Diskussion. Von der SPD wurden eine rot-grün-rote Koalition, eine Ampelkoalition oder eine Große Koalition für möglich gehalten, wobei der Schwerpunkt zunächst auf der Bildung einer der beiden möglichen Dreierkoalitionen lag.
Der Ministerpräsident Jürgen Rüttgers strebte eine Große Koalition oder eine Jamaika-Koalition an. Im Falle einer großen Koalition reklamierten sowohl Kraft als auch Rüttgers das Amt des Ministerpräsidenten für sich. Kraft berief sich dabei auf die Stimmengleichheit im Landtag und die hohen Verluste der CDU (rund 1.000.000 Stimmen weniger im Vergleich zur Wahl von 2005). Rüttgers betonte dagegen, dass auf die CDU rund 6000 Stimmen mehr als auf die SPD entfallen waren.
Die Partei Die Linke nahm die Einladung zu Gesprächen durch SPD und Grüne an. Daraufhin erklärte die FDP nach einigen widersprüchlichen Aussagen letztlich, mit SPD und Grünen nicht mehr sprechen zu wollen; das Verhandlungsangebot Letzterer an die FDP blieb jedoch bestehen.
Das erste Sondierungsgespräch von SPD und Grünen auf der einen und der NRW-Linken auf der anderen Seite scheiterte am 20. Mai 2010. Da es kein weiteres Gesprächsangebot an die FDP gab, scheiterten zunächst auch die Bemühungen um eine Koalition „Rot/Grün Plus“. Hannelore Kraft erklärte, man werde der CDU von Ministerpräsident Jürgen Rüttgers Gespräche über die Bildung einer Großen Koalition anbieten. Nach drei Sondierungsrunden zwischen SPD und CDU wurden die Verhandlungen am 2. Juni 2010 ohne Ergebnis abgeschlossen. Am 8. Juni 2010 wurden Sondierungsgespräche zwischen SPD, Grünen und FDP aufgenommen, nachdem die FDP ihre Ablehnung von Gesprächen mit Grünen und SPD wieder aufgegeben hatte; diese scheiterten jedoch ebenfalls.
Erneute Verhandlungen mit der CDU zur Aufnahme einer großen Koalition oder eine rot-grüne Minderheitsregierung schloss Hannelore Kraft von der SPD zunächst aus, so dass die SPD in der Opposition und gemäß Artikel 62 der Verfassung für das Land Nordrhein-Westfalen Ministerpräsident Jürgen Rüttgers geschäftsführend im Amt blieb. Der Landtag konstituierte sich am 9. Juni 2010. Die Abgeordneten wählten angesichts der unklaren politischen Verhältnisse zunächst kein neues Landtagspräsidium, so dass das Präsidium der vorhergehenden Wahlperiode zunächst die entsprechenden Aufgaben fortführte. Am 13. Juli 2010 wählten die Abgeordneten im Landtag Eckhard Uhlenberg (CDU) zum Landtagspräsidenten.

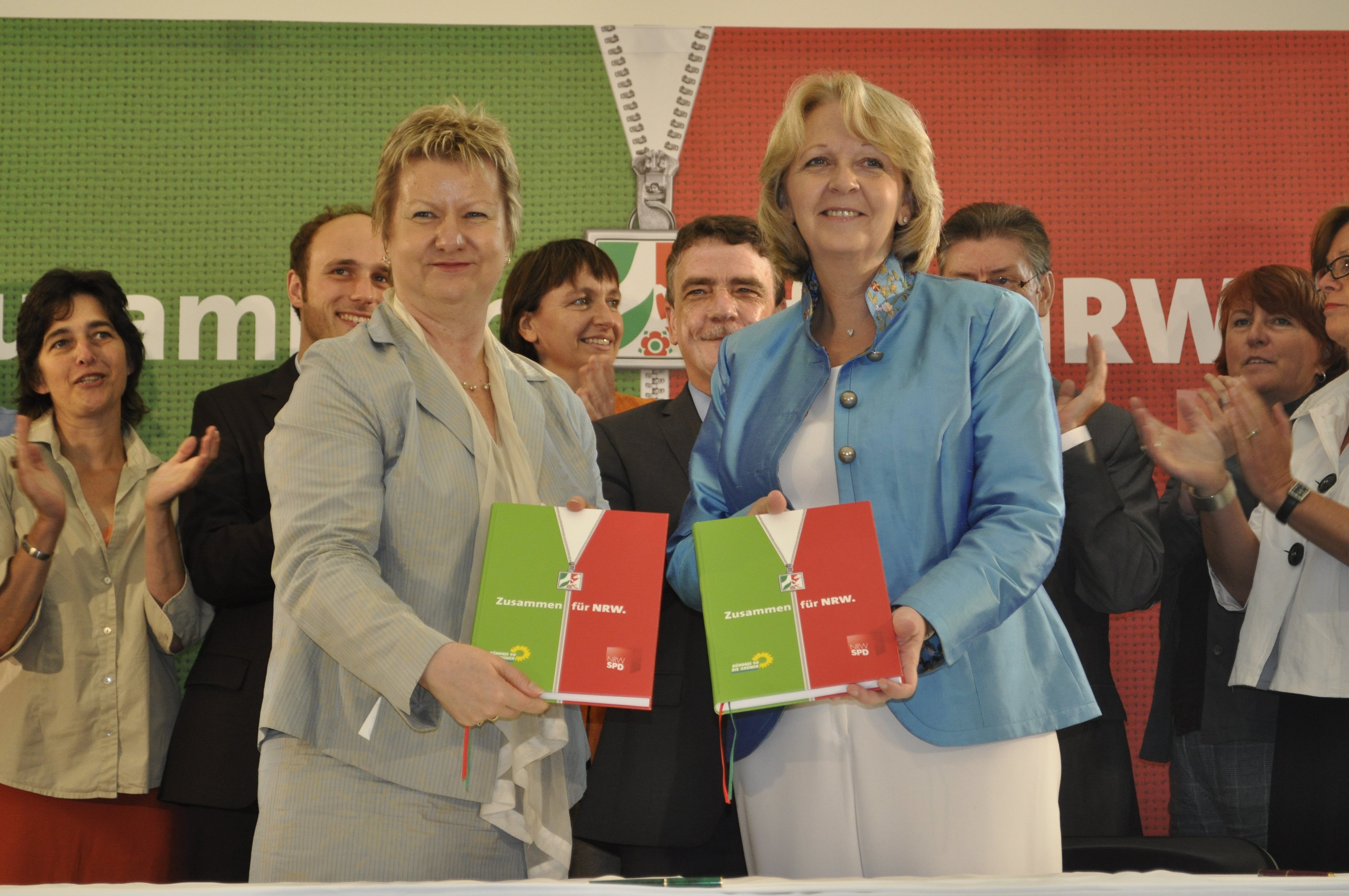
Unterzeichnung des Koalitionsvertrags

Am 17. Juni 2010 entschieden sich SPD und Grüne für die Bildung einer Minderheitsregierung, nachdem der damalige stellvertretende Ministerpräsident Andreas Pinkwart (FDP) darauf hingewiesen hatte, dass der Koalitionsvertrag von FDP und CDU abgearbeitet sei und Geschäftsgrundlage zur Fortführung der Landesregierung nun vor allem die Landesverfassung sei. Hannelore Kraft interpretierte dies als Bruch der Regierungskoalition. Am 22. Juni nahmen SPD und Grüne Koalitionsverhandlungen zur Vorbereitung der Minderheitsregierung auf. Beide schlossen eine Tolerierungsvereinbarung mit der Partei Die Linke weiter aus und kündigten an, zur Durchsetzung von Gesetzesvorhaben auf wechselnde Unterstützung im Parlament zu setzen. Der Koalitionsvertrag wurde am 10. Juli auf Parteitagen beschlossen. Am 14. Juli 2010 wurde Hannelore Kraft im zweiten Wahlgang mit einfacher Mehrheit zur Ministerpräsidentin gewählt (siehe auch Kabinett Kraft I).

## Reaktionen auf Bundesebene
Neben den üblichen Beurteilungen des Wahlausgangs seitens politischer Kommentatoren und Vertretern der Bundesparteien wurde insbesondere die Reaktion der Bundeskanzlerin als bedeutend gewertet. Angela Merkel gestand ein, dass auch die Politik der Berliner Regierung und der Regierungsparteien Ursache für die deutlichen Stimmenverluste der nordrhein-westfälischen CDU gewesen sei. Ihre Ankündigung, Steuersenkungen bis 2013 vorläufig auszusetzen und stattdessen der Steuervereinfachung und der Haushaltskonsolidierung den Vorrang zu geben, bringen politische Kommentatoren in direkten Zusammenhang mit dem Ende des Wahlkampfs, den als Denkzettel für die Berliner Regierung zu interpretierenden Wahlausgang, und mit den neuen Mehrheitsverhältnissen im Bundesrat. Die vorgesehenen Steuersenkungen waren im Landtagswahlkampf insbesondere nach der ungünstigen Steuerschätzung immer wieder thematisiert worden; von den Oppositionsparteien wurden sie heftig kritisiert und angesichts der angespannten Staatsfinanzen als unglaubwürdig dargestellt.

## Wahlanalyse
Die nach der Wahl vorgelegten ersten Analysen des Abstimmungsverhaltens zeigten, dass die Wähler ihre Entscheidung vor allem aufgrund landespolitischer Themen getroffen hatten. Für 41 Prozent der Wähler war die Politik im Bund ausschlaggebend gewesen, hingegen hielten 55 Prozent die Politik in Nordrhein-Westfalen für wichtiger. Nur 15 Prozent der befragten Wähler gaben an, mit ihrer Wahlentscheidung der schwarz-gelben Bundesregierung einen Denkzettel erteilt zu haben. Als relevantes Thema wurde von 78 Prozent der von der Forschungsgruppe Wahlen Befragten vor allem das zukünftige Schulsystem genannt. Weitere wichtige Themen bei der Wahlentscheidung waren nach diesen Zahlen die Griechenland/Euro-Krise (für 56 Prozent der Befragten relevant) und die Spendenaffären der CDU im Land (38 Prozent). Nach den Daten von Infratest dimap waren besonders die wirtschaftliche Entwicklung, Bildungspolitik, soziale Gerechtigkeit und die Finanzlage der öffentlichen Haushalte wichtige Themen; das Thema Arbeitslosigkeit verlor gegenüber der vorigen Wahl an Bedeutung. Während die CDU bei der Wahl von 2005 deutlich mehr Kompetenz bei der Arbeitsmarktpolitik zugeschrieben worden war, lagen SPD und CDU 2010 in dieser Hinsicht nach Meinung der Wähler laut Forschungsgruppe Wahlen fast gleichauf. Deutlich höhere Kompetenzwerte erzielte die SPD aber beim in allen Untersuchungen als sehr relevant empfundenen Thema Schul- und Bildungspolitik.
Rüttgers zeigte für einen Ministerpräsidenten schwache Popularitätswerte, die deutlich hinter den Imagewerten seiner SPD-Amtsvorgänger in den letzten drei Landtagswahlen lagen. Zwar erreichte auch Hannelore Kraft nicht das Ansehen früherer Ministerpräsidenten, war jedoch angesehener als Rüttgers. Kraft galt als weniger polarisierend, als sympathischer und bürgernäher. Rüttgers wurde Sachverstand und Tatkraft attestiert, er wies aber ein auffälliges Glaubwürdigkeitsdefizit auf. Insgesamt wünschten sich weniger Wähler Jürgen Rüttgers als Ministerpräsidenten, eine Mehrheit präferierte Hannelore Kraft im Amt. Jedoch spielten mehrheitlich die Programme und Lösungsvorschläge der Parteien für die Wähler die entscheidende Rolle bei der Wahlentscheidung. Die Spitzenkandidaten der Parteien waren nur für rund jeden sechsten Wähler entscheidend.

## Wahlsystem

Wahlkreise 2010

Die Landtagsabgeordneten werden in allgemeiner, gleicher, unmittelbarer, geheimer und freier Wahl gewählt. Wahlberechtigt sind Deutsche, die am Wahltag mindestens 18 Jahre alt sind und spätestens seit dem 16. Tag vor der Wahl ihren Hauptwohnsitz oder ihren gewöhnlichen Aufenthalt im Land haben. Der nordrhein-westfälische Landtag wird nach einem System der personalisierten Verhältniswahl mit geschlossenen Listen gewählt, das dem Bundestagswahlrecht ähnelt.
Der Landtag hat mindestens 181 Abgeordnete, von denen 128 in Wahlkreisen direkt gewählt werden. Bei der Landtagswahl 2010 hatten die Wähler erstmals zwei Stimmen. Mit der Erststimme wird in jedem Wahlkreis ein Abgeordneter direkt gewählt. Gewählt ist der Bewerber mit den meisten Stimmen. Die Sitze im Landtag werden nach dem Sainte-Laguë-Verfahren auf die Parteien nach der Zahl ihrer Zweitstimmen im Land proportional verteilt, wobei diejenigen Parteien unberücksichtigt bleiben, die weniger als 5 % der gültigen Stimmen im Land erhielten. Von der so errechneten Sitzzahl einer Partei wird die Zahl der von dieser Partei errungenen Direktmandate abgezogen. Die restlichen Mandate werden über die Landesliste in der dort festgelegten Reihenfolge besetzt, wobei Bewerber außer Betracht bleiben, die im Wahlkreis direkt gewählt wurden.
Da der Anteil der Direktmandate mit gut siebzig Prozent der regulären Größe des Landtags relativ hoch ist (beim Bundestag sind es nur 50 %), kommt es oft vor, dass eine Partei durch Direktmandate mehr Sitze bekommt, als ihr nach Zweitstimmen Sitze zustehen (Überhangmandate). In diesem Fall erhalten die übrigen bei der Sitzverteilung zu berücksichtigenden Parteien Ausgleichsmandate, um eine proportionale Verteilung der Sitze herzustellen.

## Wahl-O-Mat
Der Wahl-O-Mat der Bundeszentrale für politische Bildung zur Landtagswahl wurde am 17. April 2010 veröffentlicht. Er wurde bis zur Wahl etwa 640.000 Mal genutzt.

## Medieninteresse
Eine Vielzahl ausländischer Medienvertreter hatte sich angemeldet, um über diese Wahl zu berichten. Neben den deutschen Sendern ARD, ZDF, WDR, n-tv und N24 berichteten auch Senderteams aus China, der Türkei, Spanien, Italien, Tschechien, Österreich und der Schweiz. Journalisten berichteten beispielsweise für britische, südafrikanische und schwedische Zeitungen.